# Myrtle Creek
Myrtle Creek es una ciudad ubicada en el condado de Douglas en el estado estadounidense de Oregón. En el año 2000 tenía una población de 3.419 habitantes y una densidad poblacional de 754.3 personas por km².

## Geografía
Myrtle Creek se encuentra ubicada en las coordenadas 43°1′37″N 123°16′56″O / 43.02694, -123.28222.

## Demografía
Según la Oficina del Censo en 2000 los ingresos medios por hogar en la localidad eran de $30,658, y los ingresos medios por familia eran $40,000. Los hombres tenían unos ingresos medios de $30,559 frente a los $22,102 para las mujeres. La renta per cápita para la localidad era de $14,813. Alrededor del 17.4% de la población estaban por debajo del umbral de pobreza.